# Cipresmineermot
De cipresmineermot (Argyresthia trifasciata), voorheen jeneverbesmineermot genoemd, is een vlinder uit de familie van de pedaalmotten (Argyresthiidae). De spanwijdte van de vlinder bedraagt 7 tot 10 millimeter. Het vlindertje komt oorspronkelijk in de Alpen voor, maar heeft haar areaal flink uitgebreid. De soort overwintert als rups.

## Waardplanten
De waardplanten van de cipresmineermot zijn de jeneverbes, de levensboom, Chamaecyparis en leylandcipres. De rups mineert in de blaadjes.

## Voorkomen in Nederland en België
De cipresmineermot is in Nederland en in België sinds vrij recent een algemene soort, die verspreid over het hele gebied kan worden gezien. De eerste waarneming in België is uit 1980, in Nederland uit 1982. De soort vliegt van mei tot in september.